# 安德烈·舒伯特
安德烈·舒伯特（德語：André Schubert，1971年7月24日—）是一位德国前足球运动员及现任足球教练，曾执教于德甲俱乐部门兴格拉德巴赫。

## 履历
舒伯特曾在卡塞尔大学攻读体育运动及德国学课程。与此同时他还自1989年起担任青年教练。作为业余足球运动员，他在罗特维斯滕（TSV Rothwesten）效力至1995年，从1995年至1997年效力于洛费尔登，从1997年至1999年效力于沃尔夫桑格（TSV Wolfsanger）以及从1999年至2000年为费尔马尔效力。在2000年，舒伯特又成为鲍纳塔尔的青年协调员及19岁以下梯队教练。同时，他也作为球员在2000年至2002年期间代表鲍纳塔参加黑森高级联赛。
自2002年起，舒伯特开始担当德国足协在黑森州北部的基地协调员。2004年，他受训成为足球教练，并与玛伦·迈纳特及奥拉夫·扬森一同以年度最佳结业。此外，舒伯特也旁听过由拜仁慕尼黑、沙尔克04及汉堡举办的青训营讲座。他同时还是贝恩德·斯托贝尔手下的助理教练，辅佐执教德国15岁以下、16岁以下及17岁以下国家足球队。

### 步入职业足坛
2006年3月，舒伯特受聘为帕德博恩07的运动及青训发展部主管，并接手二队的训练。2009年4月上旬，他进一步接替克里斯蒂安·施赖埃尔担当俱乐部的体育总监一职。2009年5月13日，舒伯特又取代帕维尔·多切夫执掌一线队，并率队在德丙联赛连赢四场，进而在升、降级附加赛中以总比分2比0淘汰奥斯纳布吕克，成功升级至来季德乙联赛。
至2011年7月1日，舒伯特作为霍尔格·斯坦尼斯拉夫斯基的继任者，开始担任德乙俱乐部圣保利的主教练。他与该俱乐部签署了一份期至2013年6月30日的两年合同，却在2012年9月26日提前离任。
自2013年11月18日起，舒伯特成为黑森卡塞尔的名誉顾问。自2014年7月起，他又执掌德国15岁以下国家足球队，为期一个赛季。

#### 门兴格拉德巴赫
在2015-16赛季，舒伯特加盟门兴格拉德巴赫的教练团队，负责率领23岁以下青年队征战地区联赛。至2015年9月21日，因此俱乐部前任主教练在前一天辞职，舒伯特被临时征召为俱乐部代理主教练，直至另行通知为止。此时的一线队在五轮德甲联赛过后1分未得，并排名垫底。然而在舒伯特的带领下，球队在接下来的六轮比赛中保持连胜，从而追平了由威利·恩滕曼在1986-87赛季所创造的德甲执教首秀连胜纪录。2015年11月13日，他获得正式主教练身份，并与俱乐部签署了一份期至2017年6月的新合同。